# Litjnyj nomer
Litjnyj nomer (russisk: Личный номер) er en russisk spillefilm fra 2004 af Jevgenij Lavrentjev.

## Medvirkende
- Aleksej Makarov som Aleksej Smolin
- Luiza Lombard som Katrin Stown
- Jurij Tsurilo som Sergej Karpov
- Viktor Verzjbitskij som Lev Pokrovskij
- Jegor Pazenko som Sauljus Bojkis